# Introspective
Introspective es el tercer álbum de estudio del dúo de synthpop británico Pet Shop Boys. Fue lanzado el 10 de octubre de 1988, alcanzando el puesto #2 en los UK Albums Charts.Es el segundo álbum del grupo de mayor venta con más de 4.5 millones de copias en el mundo.

## Álbum
El título del álbum fue elegido después de considerar y descartar “f”, “Dogmatic”, “Bounce” y “Hello!”. El dúo pensó que "Introspective" sonaba serio, como una exhibición de arte. Además porque "todas las canciones, aunque es un álbum dance, son introspectivas".
Para esta entrega fueron escritas específicamente solo dos canciones: «Left to My Own Devices» y «Domino Dancing», el resto se trata de covers o versiones nuevas de canciones tempranas del dúo: «I Want A Dog» se había lanzado previamente como lado B de «Rent», «I'm Not Scared» fue escrita y producida anteriormente para ser lanzada como sencillo por el grupo Eighth Wonder, «Always on My Mind» es una nueva versión extendida de su exitoso sencillo, pero remezclada con la pista acid-house "In My House" e «It's Alright» es un cover de la versión original de Sterling Void y Paris Brightledge. Por su parte, las canciones que fueron lanzadas como sencillos fueron lanzadas como mezclas más cortas, más amigables para la radio.  
Quizás, los cambios más grandes en el sonido de los Pet Shop Boys evidentes en este álbum son un incremento de atención a la orquestación usando orquestas reales, particularmente en la canción producida por Trevor Horn Left to My Own Devices, que tardó meses en producirse. El álbum también fue inusual en que invertía completamente el típico proceso de sencillos lanzados por artistas pop/dance. En vez de lanzar un nuevo álbum de canciones de duración regular (3-5 minutos), y después lanzar remixes más largos de esas canciones en sencillos posteriores, "Introspective" fue lanzado como un LP consistente en canciones que duraban todas seis o más minutos.
Tennant, en un discurso que dio posteriormente a la Unión de Oxford, dijo que se lamentó por publicar Introspective tan pronto después de Actually como sintió que la naturaleza de 12" de las canciones pudiese tener a algunos fanes de la banda desanimados, y que esto probablemente impactó en las ventas de Behaviour, el álbum posterior es considerado críticamente como el mejor álbum de los Pet Shop Boys pero comercialmente uno de sus menos exitosos. Sin embargo, Introspective se mantiene, de acuerdo a Neil Tennant, como el álbum de Pet Shop Boys de mayor venta internacionalmente.

## Críticas
David Bennun de la revista The Quietus, comentó sobre el álbum: "Introspective es una rareza en muchos sentidos, dentro del propio catálogo de PSB y dentro de la música en general. Algunos grandes álbumes son así. Caen juntos en torno a la sincronización o el impulso en lugar de la ejecución como una pieza completa [...] Introspective era una bolsa de sorpresas; solo dos de sus seis pistas fueron escritas para él. Para el crítico Ryan Diduck "Lo que también atrajo inmediatamente de Introspective fue su estética totalmente vanguardista. La música hecha con computadoras y samplers parecía tan radical y futurista, optimista acerca de la difuminación de los límites entre el techno y la agencia humana: la búsqueda incesante de la perfección mecánica y digital". Para Mark Coleman, de la revista Rolling Stone: "Introspective no es un "álbum nuevo" en el sentido del rock clásico (solo seis cortes extendidos), pero ¿y qué? Esta no es una pieza complementaria o una continuación de los discos anteriores del dúo sombrío: es más como una pieza de repuesto".

## Reedición
Introspective fue relanzado posteriormente en 2001, como lo fueron los seis primeros álbumes del grupo, como Introspective/Further Listening. La versión relanzada fue remasterizada digitalmente y venía con un segundo disco de lados B y material no lanzado previamente de alrededor del lanzamiento original del álbum. Todavía otro relanzamiento se siguió el 9 de febrero de 2009, bajo el título de Introspective: Remastered. Esta versión sólo contiene las 6 pistas del original. Con el relanzamiento del 2009, el relanzamiento del 2001 fue retirado.

## Lista de canciones
Todas las canciones están escritas por Neil Tennant y Chris Lowe, excepto donde se indique.

| N.º | Título                            | Escritor(es)                                           | Duración |  |
| 1.  | «Left To My Own Devices»          |                                                        | 8:16     |  |
| 2.  | «I Want A Dog»                    |                                                        | 6:15     |  |
| 3.  | «Domino Dancing»                  |                                                        | 7:40     |  |
| 4.  | «I'm Not Scared»                  |                                                        | 7:23     |  |
| 5.  | «Always on My Mind / In My House» | Wayne Carson - Johnny Christopher - Mark James         | 9:05     |  |
| 6.  | «It's Alright»                    | Sterling Void - Marshall Jefferson - Paris Brightledge | 9:24     |  |

| Further Listening 1988-1989 |                                                          |                                |          |  |
| N.º                         | Título                                                   | Escritor(es)                   | Duración |  |
| 1.                          | «I Get Excited (You Get Excited Too) (versión completa)» |                                | 5:35     |  |
| 2.                          | «Don Juan (demo)»                                        |                                | 4:22     |  |
| 3.                          | «Domino Dancing (demo)»                                  |                                | 4:47     |  |
| 4.                          | «Domino Dancing (versión alternativa completa)»          |                                | 4:52     |  |
| 5.                          | «The Sound Of The Atom Splitting»                        | Tennant - Lowe - Lipson - Horn | 5:13     |  |
| 6.                          | «What Keeps Mankind Alive?»                              | Kurt Weill - Bertolt Brecht    | 3:26     |  |
| 7.                          | «Don Juan (mix disco)»                                   |                                | 7:35     |  |
| 8.                          | «Losing My Mind (mix disco)»                             | Stephen Sondheim               | 6:09     |  |
| 9.                          | «Nothing Has Been Proved (demo para Dusty Springfield)»  |                                | 4:51     |  |
| 10.                         | «So Sorry I Said (demo para Liza Minelli)»               |                                | 3:26     |  |
| 11.                         | «Left To My Own Devices (mix de 7")»                     |                                | 4:47     |  |
| 12.                         | «It's Alright (mix dance extendido)»                     | Void - Jefferson - Brightledge | 4:47     |  |
| 13.                         | «One Of The Crowd»                                       |                                | 3:56     |  |
| 14.                         | «It's Alright (versión de 7")»                           | Void - Jefferson - Brightledge | 4:20     |  |
| 15.                         | «Your Funny Uncle»                                       |                                | 2:18     |  |

## Posiciones en las listas

### Listas semanales
| Listas (1988)                         | Posición |
| ------------------------------------- | -------- |
| Alemania (Offizielle Deutsche Charts) | 3        |
| Argentina (Pelo)                      | 1        |
| Australia (ARIA Charts)               | 44       |
| Canadá (Top Albums/CDs)               | 11       |
| España (AFYVE)                        | 3        |
| Estados Unidos (Billboard 200)        | 34       |
| Europa (Music & Media)                | 3        |
| Italia (Musica e dischi)              | 9        |
| Nueva Zelanda (RMNZ)                  | 15       |
| Reino Unido (UK Charts)               | 2        |

## Personal
- Neil Tennant - voz principal y coros
- Chris Lowe - sintetizadores, sampler y caja de Ritmos

Músicos invitados
- Richard Niles - arreglo de orquesta y conducción en pista 1.
- Sally Bradshaw - coros en pista 1.
- Josh Milian - piano en pista 3.
- Fro Sossa & Mike Bast - sintetizadores adicionales en pista 3.
- Néstor Gómez - guitarra clásica en pista 3.
- Tony Conception, Kenneth William Faulk, Dana Tebor & Ed Calle - instrumento de viento-metal en pista 3.
- The Voice In Fashion - coros en pista 3.
- Blue Weaver - sampler en pista 4 y 5.
- Judy Bennett, Sharon Blackwell, H Robert Carr, Mario Friendo, Derek Green, Michael Hoyte, Herbie Joseph, Paul Lee, Gee Morris, Dee Ricketts, Iris Sutherland & Yvonne White - coros en pista 6.